# Dagon extincta
Dagon extincta är en fjärilsart som beskrevs av Johannes Karl Max Röber 1913. Dagon extincta ingår i släktet Dagon och familjen praktfjärilar. Inga underarter finns listade i Catalogue of Life.